# Astaneh Arak
Astaneh arak este un oraș din Iran.